# هریستو بونف
هریستو بونف (بلغاری: Христо Aтанасов Бонев؛ زادهٔ ۳ فوریهٔ ۱۹۴۷) بازیکن فوتبال اهل بلغارستان است.
از باشگاه‌هایی که در آن بازی کرده است می‌توان به باشگاه فوتبال زسکا صوفیه و باشگاه فوتبال آ. ا. ک آتن اشاره کرد.
وی همچنین در تیم ملی فوتبال بلغارستان بازی کرده است.